# Cristiano Scapolo
Cristiano Scapolo (Varese, 5 ottobre 1970) è un allenatore di calcio ed ex calciatore italiano, di ruolo centrocampista, allenatore dell'Under 17 del FC Cincinnati.

## Carriera

### Giocatore
Ha iniziato nel settore giovanile del Laveno Mombello per poi passare all'Inter. Cresciuto nel settore giovanile dell'Inter, fa il suo esordio in Serie A il 4 febbraio 1990 in Inter-Ascoli (0-0) con Giovanni Trapattoni allenatore. Passò poi in quell'estate al Vicenza in Serie C1, dove rimase due stagioni. Nella stessa categoria militò poi nel Ravenna conquistando una storica promozione in Serie B con Francesco Guidolin allenatore. L'anno successivo passa all'Atalanta con cui giocò in massima serie, e successivamente uno di Serie B conquistando la promozione in Serie A.
Passato al Bologna nel 1995, disputò un campionato che valse ai felsinei la promozione e con cui giocò poi in Serie A conquistando un buon settimo posto ad un passo dalla qualificazione alla Coppa Uefa. Passato quindi alla Roma, nella capitale giocò solo 7 partite di campionato in una stagione condizionata da molti infortuni. L'anno successivo passa al Napoli, nuovamente in cadetteria, dove militò per due stagioni conquistando la Serie A prima di tornare al Ravenna nel 2000 in Serie B. Passa poi nel 2001 al Legnano in Serie C; gioca per tre stagioni in maglia lilla e nel 2004 chiude la carriera di calciatore.

### Allenatore
Dal 2004 al 2006 inizia a lavorare con il Milan per il programma Milan Junior Camp negli Stati Uniti. Nel 2006 si trasferisce in California e inizia la carriera di allenatore. Dal 2007 al 2010 lavora come direttore tecnico della AC Milan Academy in Santa Clarita, società giovanile affiliata al Milan. Dopo questa esperienza ricopre l'incarico di Direttore Tecnico e Allenatore del settore giovanile del Real So Cal. Dal 2015 lavora per la Nazionale Americana come Scout per la prima squadra allenata da Jurgen Klinsmann e come Allenatore delle nazionali giovanili degli Stati Uniti. Nel 2017 viene ingaggiato come allenatore nell'Academy nel nuovo MLS Club LAFC Los Angeles Football Club come allenatore dei U13. Successivamente come allenatore dei U14 nel 2017-18 e dei U15 nel 2018-19. Nella stagione 2019-20 è nello Staff Allenatori con le Nazionali USA U16 e U17. Nella stagione 2021 ricopre il ruolo di Allenatore in Seconda a FC Cincinnati (MLS) e successivamente allena la squadra U17 con FC Cincinnati da Gennaio 2022. Nella stagione 2023-24 allena ancora la squadra U17 con FC Cincinnati e dalla stagione 2024-25 è passato ad allenare la squadra U18 sempre con FC Cincinnati.

## Palmarès

### Club

#### Competizioni giovanili
- Campionato Allievi Nazionali: 1

Inter: 1985-1986
- Campionato Primavera: 1

Inter: 1988-1989

#### Competizioni nazionali
- Serie B: 3 campionati vinti

Bologna: 1995-1996
Napoli: 1999-2000
Atalanta: 1994-1995
- Serie C1: 1 campionato vinto

Ravenna: 1992-1993 (girone A)